# Xenopus itombwensis
Espèce
Statut de conservation UICN

 EN  : En danger
Xenopus itombwensis est une espèce d'amphibiens de la famille des Pipidae.

## Répartition
Cette espèce est endémique de la province du Sud Kivu en République démocratique du Congo. Elle se rencontre à environ 2 200 m d'altitude.

## Étymologie
Son nom d'espèce, composé de itombw et du suffixe latin -ensis, « qui vit dans, qui habite », lui a été donné en référence au lieu de sa découverte, le massif de l'Itombwe.

## Publication originale
- Evans, Carter, Tobias, Kelley, Hanner & Tinsley, 2008 : A new species of clawed frog (genus Xenopus) from the Itombwe Massif, Democratic Republic of the Congo: implications for DNA barcodes and biodiversity conservation. Zootaxa, no 1780, p. 55-68.